# Карпов, Юрий Львович
Юрий Львович Ка́рпов (1912 — 1996) — советский учёный и конструктор. Специалист в области экспериментальной аэродинамики и баллистики.

## Биография
Сын Льва Яковлевича Карпова и Анны Самуиловны Карповой (урождённой Лувищук). Младший брат доктора химических наук Владимира Карпова. Окончив Московскую опытно-показательную школу-коммуну, поступил в Московский авиационный институт. Работал в ЦАГИ, затем — в научно-исследовательском институте автоматических систем.
Очень молодым женился на Алисе Васильевне Строевой. В 1937 году у них родилась дочь Татьяна, а в 1944 году — Ольга. В середине 1950-х годов брак распался. Второй женой Юрия Карпова стала Вера Владимировна Городецкая.
Юрий Львович защитил кандидатскую диссертацию, стал преподавать в МАИ имени С. Орджоникидзе. Племянница Ирина Карпова отметила: «Студенты его очень любили и особенно ценили его чувство юмора. Вообще, по характеру он был лёгким, весёлым авантюристом-эгоистом. Иногда это очень осложняло жизнь окружающим. Постоянно возникали дамы, некоторые из них — довольно неприятные. Несмотря на эти трудности, все, кто имел с ним дело, очень любили его и восхищались им благодаря его бесконечному обаянию».
Юрий Карпов — один из создателей методов моделирования быстропротекающих аэродинамических процессов на уникальных испытательных стендах. По инициативе Юрия Львовича и при его непосредственном участии был создан полигон «Фаустово» для испытания лётного вооружения.
Умер в 1996 году. Похоронен на Новодевичьем кладбище. В семейной хронике Ирина Карпова отметила: «Только на траурной церемонии я поняла, это был великий человек, учёный и конструктор, сумел много сделать. Эта грань его жизни была совершенно неизвестна за условий секретности».

## Награды и звания
- Сталинская премия третьей степени (1951) — за исследования в области техники
- Государственная премия СССР (1974)